# 니콜라이 크루솁스키
미코와이 크루셰프스키(폴란드어: Mikołaj Kruszewski, Nikolay Vyacheslavovich Krushevsky, 러시아어: Никола́й Вячесла́вович Круше́вский, 1851년 12월 18일 ~ 1887년 11월 12일)는 폴란드의 언어학자로서, 음소의 개념을 공동으로 발명한 것으로 알려진 인물이다.

## 생애
크루솁스키는 1851년 12월 6일 볼린 주 루츠크 시(현재 폴란드의 남동부)의 퇴역 장교이자 지주인 바츨라프 크루솁스키의 가정에서 태어났다. 그는 루츠크 시에서 3년간 초등교육을 받고 류블린 주의 헬름 시 김나지움에 입학하여 1871년에 졸업했다. 그리고 그해 바르샤바 대학교 역사철학부에 입학했다. 그는 트로이츠키 교수에게 철학을 배웠고, 포테브냐의 제자인 콜로소프 교수에게 언어학을 배워 그의 지도로 “러시아 민중 시가의 한 형태로서의 주문”(1875)이라는 제목의 졸업 논문을 썼다.
대학 졸업 무렵 콜로소프 교수는 크루솁스키에게 언어학 공부에 전념할 것을 권유했으며, 하리코프의 포테브냐 또는 카잔의 보두앵 드 쿠르트네를 찾아가 공부할 것을 제안했다. 그러나 당시 크루솁스키는 이미 오렌부르그 주 트로이츠크 김나지움의 고전어 강사로 임명되어 있었기 때문에 즉시 언어학 공부를 시작할 수가 없었다. 그래서 그는 임지로 가는 길에 카잔 대학교에서 교수 장학금을 받을 수 있는지 알아보고 보두앵 드 쿠르트네 교수를 만나 향후의 학업에 대해 상의하기 위해 카잔을 방문했다. 그러나 장학금은 받을 수 없었고, 대신 보두앵 드 쿠르트네 교수로부터 향후 언어 연구에 대한 귀중한 조언을 받을 수 있었다.
크루솁스키는 트로이츠크 김나지움에서 3년(1875∼1878년)간 고전어를 가르쳤다. 그는 이 기간 중에 향후의 언어학 공부를 위해 충실한 준비를 했다. 저명한 언어학자들의 저작물을 연구하는 한편 산스크리트어, 고대페르시아어, 고대 박트리아어, 고대 그리스어, 리투아니아어 등을 공부했다. 마침내 보두앵 드 쿠르트네 교수의 추천으로 카잔 대학교 어문학부 정원 외 교수 장학생으로 선발되었고, 여러 가지 어려움에도 불구하고 결국 1878년에 카잔으로 이주하였다.
그는 카잔대학에서 보두앵 드 쿠르트네 교수의 일반언어학, 비교문법, 산스크리트어 강의를 성실하게 수강했다. 그리고 보두앵 드 쿠르트네 교수는 크루솁스키를 위해서 자신의 집에서 슬라브 방언학, 산스크리트어와 리투아니아어, 언어학 중요 문헌 강독 등 실습 중심의 수업을 해주었다. 그 후 얼마 지나지 않아 카잔 대학의 학생들과 젊은 학자들이 이 수업에 동참하게 되었다. 이렇게 해서 보두앵 드 쿠르트네 학파가 형성되기 시작했다. 크루솁스키는 이 수업에서 자신의 언어학 지식과 능력을 십분 발휘했으며, 보두앵 드 쿠르트네 교수가 장기 해외 출장을 가는 경우에는 카잔 학파를 이끌기도 했다.
1879년 5월 크루솁스키는 “강세와 연관된 몇 가지 음성적 현상 고찰”이라는 제목의 논문으로 비교언어학과 비상근 조교수 직위를 취득했으며, 곧바로 석사학위 취득을 위한 준비를 시작했다. 그리고 1881년 5월에 고대슬라브어 모음에 관한 주제로 석사학위를 취득하여 비교언어학과 조교수로 임용되었으며, 1883년 5월에는 “언어학 개설”이라는 제목의 논문으로 박사학위를 취득했다. 그 후 보두앵 드 쿠르트네 교수는 크루솁스키를 정식 교수로 임용해줄 것을 대학 당국에 청원한 뒤 카잔 대학을 영원히 떠났다.
크루솁스키는 1885년에 정교수 직위를 취득했으며, 비교언어학, 산스크리트어, 음성 생리학, 러시아어 문법, 로망스어 비교문법, 프랑스어사, 일반언어학, 언어 고고학 등 다양한 과목의 강의를 했다. 그러나 너무 열성적으로 교육과 연구활동에 전념한 결과 건강이 악화되어 자리에 눕게 되었으며, 1887년 11월 36세의 나이로 세상을 떴다.